# 猿石
| 上段：女（左）・山王権現（右）下段：僧（左）・男（右）  |  | 上段：女（左）・山王権現（右）下段：僧（左）・男（右） |
| 上段：女（左）・山王権現（右）下段：僧（左）・男（右）  |  | 上段：女（左）・山王権現（右）下段：僧（左）・男（右） |
| 上段：女（左）・山王権現（右） 下段：僧（左）・男（右） |  |                                                        |

猿石（さるいし）は、奈良県高市郡明日香村の吉備姫王墓内にある奇石。全4体。

## 概要
梅山古墳（欽明天皇陵古墳）の南西には吉備姫王墓とされる円墳（檜隈墓）があり、その墓域内に4体の石像が西向きに南北に並んでいる。単に「花崗岩」とする文献もあるが、宮内庁の調査報告では材質は石英閃緑岩としている。
4体の像は北から順に通称で「女（女性）」・「山王権現」・「僧（法師）」・「男（男性）」と名付けられている。このうち「法師」については力士とする説もある。また「法師」像以外は裏面にも顔が彫られているとされるが、墓域のため柵があり現地では確認できない。
- 女（女性） - 高さ最大110cm、幅最大50cm、奥行最大110cm[3]
- 山王権現 - 高さ最大131cm、幅最大96cm、奥行最大82cm[3]
- 僧（法師） - 高さ最大114cm、幅最大74cm、奥行最大60cm[3]
- 男（男性） - 高さ最大88cm、幅最大64cm、奥行最大38cm[3]

猪熊兼勝は、百済益山の弥勒寺跡（英語版）の西石塔の四隅に置かれた石人像と類似し百済工人の技術が使用され、7世紀後半の作造と推定する。
1702年（元禄15年）10月5日に梅山古墳の付近にあった坂合村大字平田字池田という場所の田んぼから掘り出されて古墳の南側に置かれていたが、古墳修築時にいったん他に移動させて、その後に現在の場所に移された。
文献上の初見は『今昔物語集』巻31にある「石ノ鬼形」とされ、その記述から欽明天皇陵の周濠のほとりにあったとみられる。1791年（寛政3年）の『大和名所図会』によると、1702年（元禄15年）10月5日に欽明天皇陵の堤の南側から掘り出されて陵中に移されたとする。江戸後期になると、谷森善臣『藺笠のしづく』の安政4年（1857年）4月22日条で石像の位置は欽明天皇陵の南の下段となっている。さらに、1862年（文久2年）の修陵時の成功図では猿石は吉備姫王墓よりも南に柵を設けて囲われている。その後、1875年（明治8年）10月27日の教部省から奈良県への申し入れでは「吉備皇女御墓柵内」となっており、この頃までには吉備姫王墓内に移されたとみられる。
奈良文化財研究所飛鳥資料館の庭には、レプリカが置かれており背面の様子なども観察できる。

## 所在地
- 奈良県高市郡明日香村大字平田1659番の1[3]

## 交通
- 近鉄飛鳥駅徒歩10分

## 高取の猿石
欽明陵付近の猿石を「平田の猿石」と呼ぶのに対し、高取山（奈良県高市郡高取町）中腹に「高取の猿石」と呼ばれる像高74cmの石像がある。地元の伝承では池田から掘り出された猿石群の一つだったものが高取城の築城時に運び去られたものといわれているが、これを否定する学説もあり議論がある。池田から掘り出された猿石群の一つだったかは不明だが様式的にみて関連性があるとする説もある。